# Gustavo Díaz
Gustavo „Chavo” Díaz Domínguez (ur. 7 listopada 1974 w Montevideo) – urugwajski piłkarz pochodzenia hiszpańskiego występujący na pozycji prawego obrońcy, trener piłkarski.

## Kariera klubowa
Díaz, syn hiszpańskich imigrantów, pochodzi z Barrio Fraternidad – jednej z dzielnic stołecznego miasta Montevideo. Jest wychowankiem tamtejszego klubu River Plate Montevideo, do którego seniorskiej drużyny został włączony jako dziewiętnastolatek przez szkoleniowca Jorge Fossatiego i w urugwajskiej Primera División zadebiutował w 1994 roku. Jego barwy reprezentował przez kolejne cztery lata, jednak nie zdołał odnieść żadnych sukcesów zarówno na arenie krajowej, jak i międzynarodowej. Bezpośrednio po tym wyjechał do Hiszpanii, gdzie podpisał umowę z Realem Valladolid, gdzie znajdował się w kadrze drużyny przez dwa lata, lecz nie rozegrał w niej ani jednego spotkania, pozostając głębokim rezerwowym. W styczniu 1999 udał się na krótkie, kilkumiesięczne wypożyczenie do drugoligowego Albacete Balompié, w którym również nie potrafił wywalczyć sobie miejsca w wyjściowej jedenastce.
Latem 2000 Díaz powrócił do ojczyzny, zostając zawodnikiem stołecznego Defensora Sporting, gdzie bez poważniejszych osiągnięć grał przez sześć miesięcy, po czym przeniósł się do swojego macierzystego River Plate Montevideo. Tam występował z kolei przez rok, zaś w późniejszym czasie zasilił inny zespół ze stolicy – Club Atlético Bella Vista, której barwy reprezentował przez dwa sezony. W styczniu 2004 przeszedł do drugoligowej ekipy Club Atlético Atenas z siedzibą w San Carlos, lecz już po roku powrócił do najwyższej klasy rozgrywkowej, podpisując kontrakt z absolutnym beniaminkiem pierwszej ligi – klubem Paysandú FC. Tam po upływie dwunastu miesięcy w wieku 31 lat zakończył profesjonalną karierę piłkarską.

## Kariera reprezentacyjna
W 1991 roku Díaz został powołany przez szkoleniowca Jesúsa Rodrígueza Prado do reprezentacji Urugwaju U-17 na Mistrzostwa Świata U-17 we Włoszech. Tam miał pewne miejsce w linii defensywy i rozegrał wszystkie trzy spotkania w pełnym wymiarze czasowym, nie wpisując się na listę strzelców, zaś jego kadra zanotowała bilans zwycięstwa i dwóch porażek, odpadając z juniorskiego mundialu już w fazie grupowej po zajęciu w niej trzeciego, przedostatniego miejsca.

## Kariera trenerska
Już dwa miesiące po zakończeniu kariery piłkarskiej Díaz rozpoczął pracę w roli szkoleniowca, w latach 2006–2007 pracując z sukcesami jako trener drużyn juniorskich w stołecznym klubie Central Español. W styczniu 2008 jego solidna praca zaowocowała awansem na stanowisko opiekuna pierwszego zespołu, jednak został zwolniony już po trzech miesiącach wskutek słabych wyników (cztery porażki w pięciu spotkaniach). W latach 2008–2011 pracował w swoim byłym zespole Defensor Sporting, będąc koordynatorem szkolenia w akademii juniorskiej. Pod jego wodzą młodzieżowe drużyny Defensora należały do czołowych w Urugwaju – tytuł mistrzowski zdobył dwukrotnie z zespołem do lat szesnastu, zaś po jednym razie z kategoriami wiekowymi do lat dziewiętnastu i do lat dwudziestu trzech. Dzięki licznym osiągnięciom odnoszonym z nastolatkami w grudniu 2011 zastąpił Pablo Repetto na stanowisku seniorskiego zespołu. Tam kontynuował swoją dobrą passę; triumfował z Defensorem w wiosennej fazie Clausura sezonu 2011/2012, co przełożyło się na trzecie miejsce klubu w rozgrywkach, zaś on sam został wybrany przez dziennik El Observador najlepszym trenerem sezonu.
W czerwcu 2012 Díaz został szkoleniowcem krajowego giganta – stołecznego Club Nacional de Football, którego prowadził bez poważniejszych sukcesów przez kolejne dziewięć miesięcy, po czym w marcu 2013 zrezygnował ze stanowiska. W lipcu tego samego roku objął paragwajski Club Guaraní ze stołecznego miasta Asunción, w którym pracował nieco ponad miesiąc – został zwolniony po zaledwie trzech spotkaniach wskutek kiepskiej gry drużyny. Zaraz potem wyjechał do Boliwii, podpisując umowę z tamtejszą ekipą Club Blooming z siedzibą w Santa Cruz, gdzie również nie potrafił nawiązać do osiągnięć odnoszonych w ojczyźnie i został zwolniony po upływie siedmiu miesięcy z powodu niezadowalających wyników. W lipcu 2015 został trenerem meksykańskiego drugoligowca Celaya FC.